# Phyllodon abruptus
Phyllodon abruptus là một loài Rêu trong họ Hypnaceae. Loài này được (Mitt.) B.C. Tan miêu tả khoa học đầu tiên năm 1992.